# 한국투자증권
한국투자증권(韓國投資證券, Korea Investment & Securities Co.,Ltd.)은 한국투자금융그룹의 증권회사이다. 투자매매업, 투자 중개업, 신탁업, 투자 일임업, 투자자문업 등의 금융투자업무와 관련 법령 등에 따라 영위할 수 있는 모든 업무 및 인가권자의 인가, 허가, 승인, 등록 또는 신고 등이 요구되는 업무는 해당 인가 등을 득하여 영위하고 있다.

## 역사
한국투자증권의 전신 '한국투자신탁'은 1974년 자산운용사로 설립되었다.

### 연표
- 1974년 7월 - 한국투자신탁으로 설립
- 1974년 9월 - 영업 개시
- 1996년 3월 - 뉴욕사무소 설립
- 1997년 12월 - 홍콩 현지법인 설립
- 2000년 6월 - 한국투자신탁증권으로 사명 변경
- 2000년 7월 - 증권사 전환
- 2003년 6월 - 한국투자증권으로 사명 변경
- 2005년 6월 - 동원증권을 역합병하면서 존속법인을 해당 상호명으로 함.[2]
- 2006년 2월 - 한국투자밸류자산운용 설립
- 2007년 9월 - 호치민사무소 설립
- 2008년 2월 - 싱가포르 현지법인 설립
- 2010년 11월 - 중국 베이징에 투자자문사 설립
- 2010년 11월 - 베트남 현지법인 KIS Vietnam(구 EPS증권) 출범
- 2017년 11월 - 초대형 투자은행(IB) 지정
- 2018년 7월 - 인도네시아 현지법인 KIS Indonesia(구 Danpac증권) 출범